# 앨리슨 원더랜드
앨리슨 원더랜드(Alison Wonderland, 1986년 9월 27일 ~ )는 오스트레일리아의 DJ, 음악 프로듀서, 싱어송라이터이다.

## 음반 목록
- Run (2015)
- Awake (2018)
- Loner (2022)